# Ray Lumpp
Raymond George „Ray” Lumpp (ur. 11 lipca 1923 w Brooklynie, zm. 16 stycznia 2015 w Mineola) – amerykański koszykarz, grający na pozycji rozgrywającego.
W 1948 na Letnich Igrzyskach Olimpijskich w Londynie wywalczył z reprezentacją USA złoty medal w koszykówce. W latach 1948–1953 występował w barwach Indianapolis Jets, New York Knicks i Baltimore Bullets.
Po zakończeniu kariery zawodniczej pracował jako dyrektor sportowy w New York Athletic Club.